# Elli Medeiros
Ellie Medeiros (Montevideo, 18 gennaio 1956) è una cantante e attrice uruguaiana.

## Solista
Scrive in collaborazione con Jacno, che ne ha curato anche la produzione, la canzone Amourex solitaries, singolo della cantante pop belga Lio, pubblicato nel 1980 dall'etichetta discografica Ariola, e incluso nell'album di debutto della cantante. Sempre con Jacno, nel 1980, sull'onda del successo di Lio, incide il 45 giri, Main dans la main/T'oublier .
Nel 1986 sceglie la carriera di solista, raggiungendo un ottimo successo in Francia con le canzoni, Toi Mon Toit e A Bailar Calypso. Caratteristica dei brani, la presenza di un ritmo più latino, rispetto alle precedenti registrazioni. Nel 1987 partecipa al Festivalbar con A bailar Calypso.
Ha cantato come back-up vocals (coro) sui brani della popstar Étienne Daho dell'album del 1996, Eden. Ha inoltre contribuito alla scrittura della sua canzone, Me manquer dallo stesso album. Recitò anche in diversi film francesi, lavorando fra gli altri con Olivier Assayas e Philippe Garrel.

## Filmografia parziale
- Copyright, regia di Olivier Assayas (1980) - cortometraggio
- Contro il destino (Paris s'éveille), regia di Olivier Assayas (1991)
- Perché no? (Pourquoi pas moi?), regia di Stéphane Giusti (1999)
- Jet Set, regia di Fabien Onteniente (2000)
- Après lui, regia di Gaël Morel (2007)
- Leonera, regia di Pablo Trapero (2008)
- Azor, regia di Andreas Fontana (2021)